# 인천해사고등학교
인천해사고등학교(仁川海事高等學校)는 대한민국 인천광역시 중구 북성동1가에 있는 국립 고등학교이다. 

## 학교 연혁
- 1979년 4월 11일 : (국립)인천선원학교 설립 (운항과 2학급 100명)
- 1981년 1월 1일 : 초대 이남석 교장 취임
- 1981년 3월 30일 : 개교 및 입학식 (1년제 100명)
- 1983년 8월 17일 : 학칙 개정 3년제 (’84. 3. 1. 유효)
- 1984년 12월 6일 : 해기사 교육기관 지정
- 1987년 2월 28일 : 제4회 졸업식(3년제 첫 졸업식 161명)
- 1992년 9월 23일 : 특수목적 고등학교 신규 지정 (학년당 6학급)
- 1993년 3월 1일 : (국립)인천해사고등학교 개편
- 2011년 3월 17일 : 교육과학기술부 해양 분야 마이스터고 지정
- 2017년 3월 1일 : 교육부 해양 분야 마이스터고 재지정
- 2023년 9월 1일 : 제10대 양희복 교장 취임(공모 교장)
- 2024년 2월 7일 : 제41회 졸업 (96명, 연인원 6,212명)
- 2024년 3월 4일 : 제44기 입학 (110명 6학급)

## 설치 학과
- 항해과
- 기관과

## 참고 자료
- 인천해사고등학교 - 한국교육학술정보원 학교알리미